# Cimetière nouveau de Noisy-le-Grand
Le cimetière nouveau de Noisy-le-Grand, est un des deux cimetières de la commune de Noisy-le-Grand en Seine-Saint-Denis. Il est situé rue de l'Université.

## Personnalités
- Georges Poujouly (1940-2000), acteur (révélé dans Jeux interdits dans le rôle du petit Michel), puis doubleur.